# Zorleni
Zorleni è un comune della Romania di 9 699 abitanti, ubicato nel distretto di Vaslui, nella regione storica della Moldavia. 
Il comune è formato dall'unione di 4 villaggi: Dealu Mare, Popeni, Simila, Zorleni.